# Макеевская улица (Москва)
Маке́евская улица — улица в Южном административном округе Москвы в районе Царицыно. Проходит от Каспийской до Бакинской улицы. Нумерация домов начинается от Каспийской улицы, условные дома имеют индексы 115304 и 115516.

## История
Ранее эта улица входила в состав посёлка Ленино Московской области,  где называлась улицей Некрасова, в честь поэта Н. А. Некрасова. После включения в августе 1960 года посёлка Ленино в состав Пролетарского района города Москвы, 5 апреля 1965 года решением исполкома Моссовета она была переименована в Макеевскую улицу для устранения одноимённости. Нынешнее название происходит от города Макеевка Донецкой области Украины.

## Здания и сооружения
- д. 1 — Московская церковь Международного союза церквей евангельских христиан-баптистов.
- д. 3 — старый деревянный дом дачного посёлка Ленино, долгое время сохранявшийся и снесённый после поджога в 2010 году[3].

С начала 1960-х или 1970-х годов здесь находилась районная библиотека № 154, а затем до 2000-х годов — ветеринарная станция  Красногвардейского района Горветодела Мосгорисполкома.
После ликвидации деревянного строения на данном земельном участке возведено несколько одноэтажных современных построек. Назначение данных построек и владелец земельного участка неизвестны.
Других зданий и сооружений на данный момент нет.